# منيحه (أسوان)
قرية منيحة هي إحدى القرى التابعة لمركز كوم أمبو في محافظة أسوان في جمهورية مصر العربية.